# Furyo
Furyo (Merry Christmas Mr. Lawrence) è un film del 1983 diretto da Nagisa Ōshima, tratto liberamente dal romanzo Il seme e il seminatore (The Seed and the Sower, 1963) dello scrittore sudafricano Laurens van der Post, nel quale l'autore raccontò della sua personale esperienza come prigioniero di guerra in un campo di concentramento giapponese durante la seconda guerra mondiale (su cui ha scritto anche i libri A Bar of Shadow e The Night of the New Moon).

## Trama
Giava, 1942. Nel campo di prigionia giapponese diretto dal giovane capitano Yonoi con l'aiuto del sergente Hara sono detenuti circa seicento prigionieri di guerra occidentali, principalmente britannici ed olandesi. Il tenente colonnello britannico Lawrence, per aver vissuto a lungo in Giappone, conosce la lingua e la cultura giapponesi e quindi funge da interprete e mediatore culturale con i comandanti.
Il regime detentivo è durissimo, inumano. La cultura militarista nipponica considera vergognosa e degradante la condizione di chi accetta la prigionia anziché commettere seppuku. Yonoi, tormentato dai rimorsi perché nel 1936, distaccato in Manciuria, non ha partecipato al fallito tentativo di colpo di Stato da parte dei giovani ufficiali suoi sodali e dunque non ne ha condiviso la tragica sorte, cerca di avvicinare i prigionieri alla cultura e alle tradizioni nipponiche attraverso i concetti di onore e di disciplina, servendosi di Lawrence come tramite, ma i compagni di prigionia di quest'ultimo, ancorati alla mentalità occidentale, considerano l'ufficiale inglese un traditore.
Un giorno arriva nel campo l'ufficiale incursore neozelandese Jack Celliers, destando un morboso interesse da parte del capitano Yonoi, il quale però non può dichiarare la propria omosessualità pena l'ignominia assoluta. Questo finirà col creare ulteriori tensioni tra guardiani e prigionieri fino a che Yonoi, apertamente sfidato da Celliers e incapace di vincere la propria attrazione per lui, viene sostituito da un comandante "meno sentimentale", che ordina che il neozelandese sia sepolto vivo fino al collo e lasciato morire di stenti.
Quattro anni dopo, nel 1946, Hara è stato processato dagli Alleati per crimini di guerra, un comportamento che, secondo lui, non era diverso da quello di ogni altro soldato. Su sua richiesta, la notte prima dell'esecuzione, il giapponese riceve nella propria cella la visita di Lawrence: i due, dopo aver ricordato che Yonoi è stato giustiziato poco dopo la fine delle ostilità, rievocano quella notte del Natale 1942 in cui, ubriacatosi di sake, Hara aveva liberato dalla cella Lawrence e Celliers all'insaputa di Yonoi.
Lawrence è amareggiato per l'ingloriosa fine del nipponico, sicché si congedano per sempre scambiandosi, anche se non in periodo, dei sinceri auguri natalizi, segno di reciproco rispetto per l'umanità dell'altro.

## Produzione
Trattandosi d'una produzione britannico-nipponico-neozelandese, la pellicola possiede due titoli originali: in giapponese, Senjō no Merry Christmas (戦場のメリークリスマス?, Senjō no Merī Kurisumasu, lett. "Buon Natale sul campo di battaglia"), e in inglese, Merry Christmas Mr. Lawrence (lett. "Buon Natale Signor Lawrence"). In alcune edizioni europee, fra cui quella italiana, è stato invece rinominato Furyo (俘虜?), traducibile dal giapponese come "prigioniero di guerra".
Il cast affianca a Tom Conti, interprete dell'eponimo personaggio, la star musicale David Bowie, qui in una delle sue prove cinematografiche più celebri, il compositore Ryūichi Sakamoto, autore della colonna sonora del film, alla sua prima esperienza recitativa, e Takeshi Kitano, accreditato semplicemente come Takeshi, all'epoca celebre in patria come intrattenitore e comico televisivo.

## Promozione
(Tagline del film per il mercato britannico)

## Distribuzione
Il film è stato presentato in concorso al 36º Festival di Cannes.

## Riconoscimenti
- 1984 - Awards of the Japanese Academy
  - Miglior Film - Premio del Pubblico
  - Candidatura al miglior film
  - Candidatura al miglior regista a Nagisa Oshima
  - Candidatura al miglior attore non protagonista a Takeshi Kitano
  - Candidatura alla miglior scenografia a Shigemasa Toda
  - Candidatura alla miglior colonna sonora a Ryūichi Sakamoto
- 1983 - Festival di Cannes
  - Candidatura alla Palma d'oro
- 1983 - National Board of Review Award
  - Miglior attore a Tom Conti
- 1984 - Premi BAFTA
  - Migliore colonna sonora a Ryūichi Sakamoto